# هلیکس (اسطوره)
در اساطیر یونانی، هلیکس (یونان باستان: به معنی Ἕλικα، پیچ‌خورده) یک شاهزاده آرکادیایی، یکی از ۵۰ پسر پادشاه کافر، لایکن (Lycaon) بود. مادرش نیاد سلین (naiad Cyllene)، نوناکریس (Nonacris) یا یک زن ناشناس است.

## اسطوره‌شناسی
هلیکس و خواهران و برادرانش بدجنس‌ترین و بی‌خیال‌ترین مردم بودند. زئوس برای آزمایش آنها به صورت یک دهقان به دیدن آنها رفت. این برادران احشاء یک کودک را در غذای او مخلوط کردند و پادشاه خدایان خشمگین، غذا را روی میز انداخت. هلیکس و برادرانش به همراه پدرشان بر اثر صاعقه زئوس کشته شدند.